# Berkshire, Buckinghamshire and Oxfordshire Wildlife Trust
Le Berkshire, Buckinghamshire and Oxfordshire Wildlife Trust (BBOWT) est une association de protection de la faune sauvage couvrant les comtés du Berkshire, du Buckinghamshire et de l'Oxfordshire en Angleterre.
L'association s'appelait précédemment la Berkshire, Buckinghamshire and Oxfordshire Naturalists' Trust (BBONT).